# Вернер Форсман
Вернер Теодор Ото Форсман (Берлин, 29. август 1904 — Шопфхајм, 1. јун 1979) је био немачки лекар који је 1956. добио Нобелову награду за физиологију или медицину (заједно са Андре Фредерик Курнаном и Дикинсон В. Ричардсом) за развој методе која је омогућавала катетеризацију срца и истраживања у области болести срца. Године 1929, он је под локалном анестезијом у сопствено тело кроз вену руке убацио катетер. Не знајући да ли и на ком месту у телу катетер може да прободе вену, он је ризиковао сопствени живот у интересу науке, и успео да катетер уведе у сопствено срце.

## Живот и каријера
Вернер Теодор Ото Форсман је рођен у Берлину, Немачка 29. августа 1904, од оца Јулиуса и мајке Еми (Хинденберг) Форсман (Julius и Emmy (Hindenberg) Forssmann). Његов отац, адвокат, био је капетан у војсци током Првог светског рата, у коме је и погинуо 1916. Форсман је основно образовање започео у основној и средњој школи у Берлину. Године 1922. Форсман је даље школовање наставио на Универзитету у Берлину, у коме је студирао медицину. Након што је дипломирао започео је 1925, двогодишњи стаж у Берлину, и јануара 1928. добио диплому доктора, да би одмах 1929. започео и свој клинички рад у Универзитетској амбуланти у Берлину, где је радио у класи професора Георга Клемперера (Georg Klemperer), а такође и у класи професора анатомије Рудолфа Фицка (Rudolph Fick). Наставу из хирургије започео је 1929. у Еберсвалдеској Хируршкој клиници (August Victoria Home) у Еберсвалдеу, близу Берлина, где је кроз праксу проверавао теорију да би лекови за реанимацију срца могли да се безбедно убризгавају у срце кроз катетер убачен у вену лакта директно у срце.
Убрзо Форсман мења посао, постаје плућни хирурга и уролог. У 1931 је почео да ради са Сауербрук Фердинандом, чувеним немачким хирургом, а 1932. је почео да ради у Градској болници у Берлину и Мајнцу, све док није прешао на рад у берлинску болницу Рудолф Вирцхов, где је специјализирао урологију под менторством Карла Хеуска. Касније је постао шеф хируршке клинике у Градској болници Дрезден-Фридрихштад и Роберт Кох болници, Берлину.
Током Другог светског рата Форсман је био заробљен од стране савезника, као официр санитетске службе у чину хирурга-мајора. Пуштен је из америчког ратног заробљеничког логора у 1945. После рата Вернер се преселио у Шварцвалд, где је обављао лекарску праксу заједно са супругом. У 1950. се преселио у градић Бад Креузнац у Рајнској покрајини где је изучавао урологију и радио као лекар опште праксе.
Године 1954, Форсман је награђен Орденом Лајбниц, Немачке академије наука и био почасни гост на Националном универзитету у Кордоби, Аргентина. Године 1958. постао је шеф хируршког одсека евангелистичке болнице у Диселдорфу. Поново се вратио у Национални универзитет у Кордоби 1961. да би био именован за почасног професор. Године 1962. Форсман је постао члан Извршног одбора немачког хируршке друштва, а нешто касније и члан Америчког колеџа грудних лекара и почасни члан Шведског удружења кардиолога, Немачког друштва за урологију и Удружења за дјечју заштиту Немачке.
Године 1933. Форсман се оженио др Елсбет Енгел, специјалистом урологије. Имали су шесторо деце: Клауса (р. 1934), Кнута (р. 1936), Јорга (р. 1938), Вука (р. 1939), Бернда (р. 1940), и Рената (р. 1943). Форсманов новчани удео у Нобеловој награди за 1956. је био 38.633 долара. Када је упитан како ће користили награду он је одговорио: "Можете замислити какве ће користи имати моје шесторо деце... и додао... да ће почети са пушењем цигара од 12-центи, уместо 9-центи..." Форсман је умро у Скопфхеиму (Schopfheim), Немачка 1. јуна 1979.

## Дело
Вернер Форсман је истраживања у области хирургије започео 1929. у Викторијанској кући у Еберсвалду близу Берлина, где је прво започео да развија технику катетеризације срца. Проверу Форсманове хипотезе да се пласирањем катетера директно у срце, може вршити апликација лекова, радиоконтрастних боја, или мерење крвног притиска, ограничавао је у то време страх да би „упад“ у срце могао бити фаталан за испитаника.
Форсман је циљеве својих истраживања у области катетеризације срца овако описао;

"Ако срчане радње престане одједном, као што се то догађа у акутном шокау или срчаној болести, или у току анестезије, или тровања, приморани смо да апликујемо лекова на локалном нивоу. У таквим случајевима интракардијална инјекције лекова може бити спасилачка. Међутим, то може бити опасан поступак због многих нежељених раздеротина коронарних артерија и њених грана што доводи до тампонаде срца и смрти ... Због таквих инцидената, често се чека до последњег тренутка и губи се драгоцено време. Дакле, почео сам да тражи нови начин уласка у срце, и ја сам катетером ушао у десну страну срца кроз венски систем."
Да би потврдио исправност своје хипотезе Форсман је самоиницијативно одлучио да покуша да експеримент изведе на себи. Игноришући забрану свог шефа одељења, да не чини овакве експерименте Форсман је везао његовог асистента за операциони сто и експеримент извео тако што је уметнуо канилу у сопствену лакатну вену, кроз коју је увео катетер у организам до дужине од 65 цм. Затим је отишао на рендген одељење, где је на начињеној радиографији утврђено да је катетер доспео у његову десну преткомору срца.
Главни клиничар у Еберсвалдеу, признао је Вернерово откриће и дао му подршку, али када је директор клинике Фердинанд Сауербрухк сазнао за непоштовање његове одлуке о забрани експеримената на сопственом телу он је у замену за своје експерименте, смењен са положаја у болници. Сауербрухк је то овако прокоментарисао: "Ви засигурно не можете почети вашу операцију на овај начин".
Током 1951. Вернерове идеје наишле су на огроман отпор у научним круговима. Када је затражио да настави истраживања физиолошких функција срца применом катетеризације, добио је одговор: "Ове методе су добре за циркус, али не и за озбиљне болнице". Његова за то време напредна истраживање ставила су га у позицију аутсајдера са превише „лудим идејама“ за рад на клиници. Суочен са дисциплинским поступком за самостално експериментисање, које му је било забрањено, Вернер је био приморан да напусти кардиологију и започне даљи рад у урологији.